# Diuturnum illud
Diuturnum illud – encyklika papieża Leona XIII o pochodzeniu władzy cywilnej z 29 czerwca 1881. 
Papież wyłożył w niej poglądy katolickie na pochodzenie i naturę władzy (państwa) oraz relacji między władzą a obywatelem (tj. ich praw i obowiązków) w trosce o ład publiczny. Uzasadnił potrzebę wydania tego dokumentu nasileniem poglądów antymonarchicznych i antypaństwowych oraz rewolucji, buntów i zamachów na przedstawicieli władzy, w tym panujących, których aktualnym przykładem był wówczas zamach na cesarza Aleksandra II w 1881. Encyklika jest wyrazem tego etapu rozwoju katolickiej nauki społecznej, gdy stała ona jeszcze bardzo mocno na fundamencie monarchizmu i konserwatyzmu, potępiając nowoczesne oświeceniowe doktryny polityczne. Wedle Leona XIII podważają one tradycyjny, naturalny ład społeczny oraz dążą do osłabienia i zniszczenia władzy państwowej. Wskazał w historii dwa momenty kluczowe dla narodzin tych "zgubnych" idei: XVI w. (reformacja) oraz  XVIII w. (oświecenie). 
Uznając, że przyrodzonym i koniecznym źródłem władzy jest Bóg, papież skrytykował teorie, wywodzące władzę z woli ludu (umowa społeczna). Było to wymierzone przeciw demokratom i liberałom. Ich źle pojęte dążenie do wolności doprowadziło do rewolucji, wojen domowych i przewrotów, a także do powstania komunizmu, socjalizmu, nihilizmu, tych potworów, zagrażających śmiercią ludzkiej społeczności. Papież stwierdził, że tylko chrześcijański pogląd o boskim pochodzeniu władzy gwarantuje państwu znakomite podstawy stałości i porządku, a zwłaszcza posłuszeństwo ze strony obywateli i egzekwowanie ich obowiązków. W obszernym wywodzie papież wykazał, że Kościół począwszy od czasów apostolskich nauczał doktryny o posłuszeństwie wobec władzy i o świętym autorytecie panujących i że tylko oparcie się monarchów na nauce Kościoła da ich władzy mocne fundamenty. Była to poniekąd konserwatywna oferta odnowienia sojuszu tronu i ołtarza dla obopólnych korzyści. Pragniemy, aby panujący zrozumieli, że tę pomoc, od której nie ma nic silniejszego, ponownie im ofiarowujemy. Gorąco wzywamy ich w Panu, aby stali się opiekunami religii, aby w samym interesie państw dali Kościołowi tę swobodę, której pozbawiony on być nie może bez wielkiej niesprawiedliwości i bez wielkiej krzywdy dla dobra ogólnego. 
Papież przypomniał, że jest tylko jeden powód, kiedy ludzie mogą wypowiedzieć posłuszeństwo władzy – wtedy, gdyby żądano od nich rzeczy niezgodnych z prawem naturalnym lub Bożym. Władza wówczas sama podważa fundamenty, na jakich się opiera. Papież przypomina rządzonym, że powinni działać dla dobra wspólnego i sprawiedliwie, a za wzór stawia im samego Boga. Zaznaczył też, że w pewnych wypadkach lud może wybierać panujących, ale jest to tylko wskazanie osoby, podczas gdy prawo panowania pochodzi od Boga. W takim wypadku lud nie tworzy władzy zwierzchniej, a tylko stanowi, kto ją ma wykonywać. Papież mógł tu mieć na myśli monarchie elekcyjne. Warto podkreślić, że mimo skierowania swego orędzia do monarchów papież zaznaczył, że Kościół uznaje różne formy rządów, byle władza ta była sprawiedliwa i dążyła do dobra ogólnego i – wykluczając przewrót polityczny, a więc zgodnie z zasadą legitymizmu – uznał prawo ludu, aby taką sobie obrać formę rządu, jaka najwięcej odpowiada jego duchowi, zwyczajom i obyczajom.
Sam Leon XIII w innej encyklice "Humanum genus" napisał: W encyklice Diuturnum wyjaśniliśmy na podstawie zasad chrześcijańskiej mądrości istotę władzy politycznej i wykazaliśmy jej godną podziwu zgodność z porządkiem naturalnym, jak również z dobrem narodów i władców.